# Kévin Estre
Kévin Estre (Lyon, 28 oktober 1988) is een Frans autocoureur. In het seizoen 2018-2019 werd hij kampioen in de LMGTE Pro-klasse van het FIA World Endurance Championship. In 2019 won hij de 24 uur van Spa-Francorchamps en in 2021 won hij de 24 uur van de Nürburgring.

## Carrière
Estre begon zijn autosportcarrière in het karting. In 2001 behaalde hij zijn eerste titel in het Franse Cadet-kampioenschap. In 2004 won hij het Europese ICA-kampioenschap. In 2006 stapte hij over naar het formuleracing en debuteerde hij in de Formula Campus by Renault and Elf. Hij behaalde zes overwinningen en twaalf podiumplaatsen in dertien races, waardoor hij overtuigend kampioen werd. In 2007 stapte hij over naar de Franse Formule Renault 2.0, waarin hij uitkwam voor Graff Racing. Hij werd achtste in de eindstand met 46 punten.
In 2008 stapte Estre over naar de sportwagens, waar hij zijn samenwerking met Graff voortzette en in de Franse Porsche Carrera Cup ging rijden. Hij won een race in de seizoensfinale op het Circuit de Nevers Magny-Cours en behaalde drie andere podiumplaatsen, waardoor hij met 108 punten vijfde in de eindstand werd. In 2009 bleef hij actief in de klasse, maar stapte hij over naar het team Sofrev - ASP. Hij behaalde drie overwinningen op het Circuit Paul Armagnac, het Circuit Paul Ricard en het Circuit de Lédenon, waardoor hij zich met 146 punten verbeterde naar de vierde plaats in het eindklassement. Daarnaast reed hij in de race op Paul Ricard van de FIA GT3.

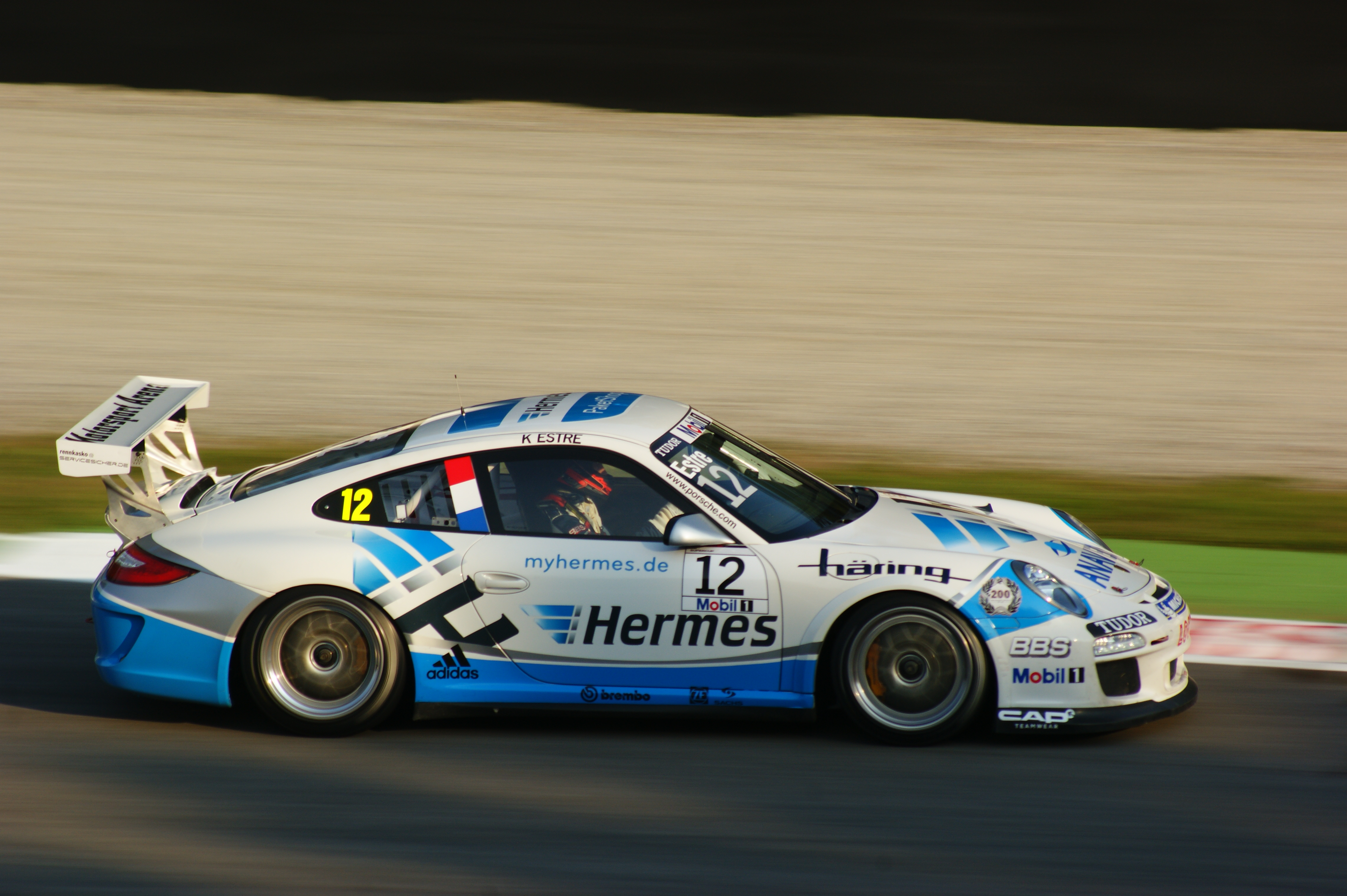
Kévin Estre op het Autodromo Nazionale Monza in 2011.

In 2010 reed Estre een derde seizoen in de Franse Porsche Carrera Cup, opnieuw bij Sofrev - ASP. Hij behaalde vijf overwinningen en zeven andere podiumfinishes. Met 200 punten werd hij achter Frédéric Makowiecki tweede in de eindstand. Ook reed hij in twee races van de FIA GT3 en de ADAC GT Masters. In 2011 stapte hij in de Carrera Cup over naar AS Events. Hij behaalde tien overwinningen en werd met 242 punten overtuigend kampioen in de klasse. Daarnaast debuteerde hij dat jaar in de Porsche Supercup bij Attempto Racing. Hij won een race op het Autodromo Nazionale Monza en stond ook in beide races op het Yas Marina Circuit op het podium. Met 127 punten werd hij zevende in de eindstand.
In 2012 reed Estre in de Porsche Supercup en de Duitse Porsche Carrera Cup bij Attempto Racing. In de Supercup won hij een race op de Hungaroring en stond hij in vier andere races op het podium. Met 139 punten werd hij achter René Rast tweede in het kampioenschap. In het Duitse kampioenschap werd hij vierde met een overwinning op de Nürburgring Nordschleife. In 2013 bleef hij in beide klasses actief. In de Supercup behaalde hij drie podiumplaatsen, waardoor hij met 107 punten vierde in de eindstand werd. In het Duitse kampioenschap behaalde hij acht overwinningen in zeventien races en werd hij overtuigend kampioen.
In 2014 werd Estre fabriekscoureur bij McLaren, voor wie hij in de Blancpain Endurance Series bij ART Grand Prix reed. Hij deelde de auto met Kevin Korjus en Andy Soucek en behaalde twee podiumplaatsen, waardoor hij achtste werd in het Pro Cup-klassement. In 2015 reed hij opnieuw in de Blancpain Endurance Series, ditmaal bij Von Ryan Racing. Samen met Rob Bell en Shane van Gisbergen won hij twee races en werd hij met 54 punten vierde in de Pro Cup. Ook nam hij deel aan de Pirelli World Challenge, waar hij met vier zeges vijfde in de eindstand werd. Daarnaast reed hij in de 24 uur van Le Mans en de 24 uur van Daytona. In 2016 had hij geen vast racezitje, maar nam hij deel aan races in de ADAC GT Masters, het IMSA SportsCar Championship en het FIA World Endurance Championship. Tevens reed hij in de 24 uur van de Nürburgring en de 24 uur van Le Mans.
In 2017 stapte Estre over naar het FIA World Endurance Championship (WEC), waarin hij in de LMGTE Pro-klasse bij het Porsche GT Team reed. Hij deelde hier de auto met Michael Christensen. Hij behaalde drie podiumfinishes in de 6 uur van de Nürburgring, de 6 uur van het Circuit of the Americas en de 6 uur van Fuji. Hier stonden wel vier uitvalbeurten tegenover, waardoor hij met 67 punten slechts elfde in de eindstand werd.

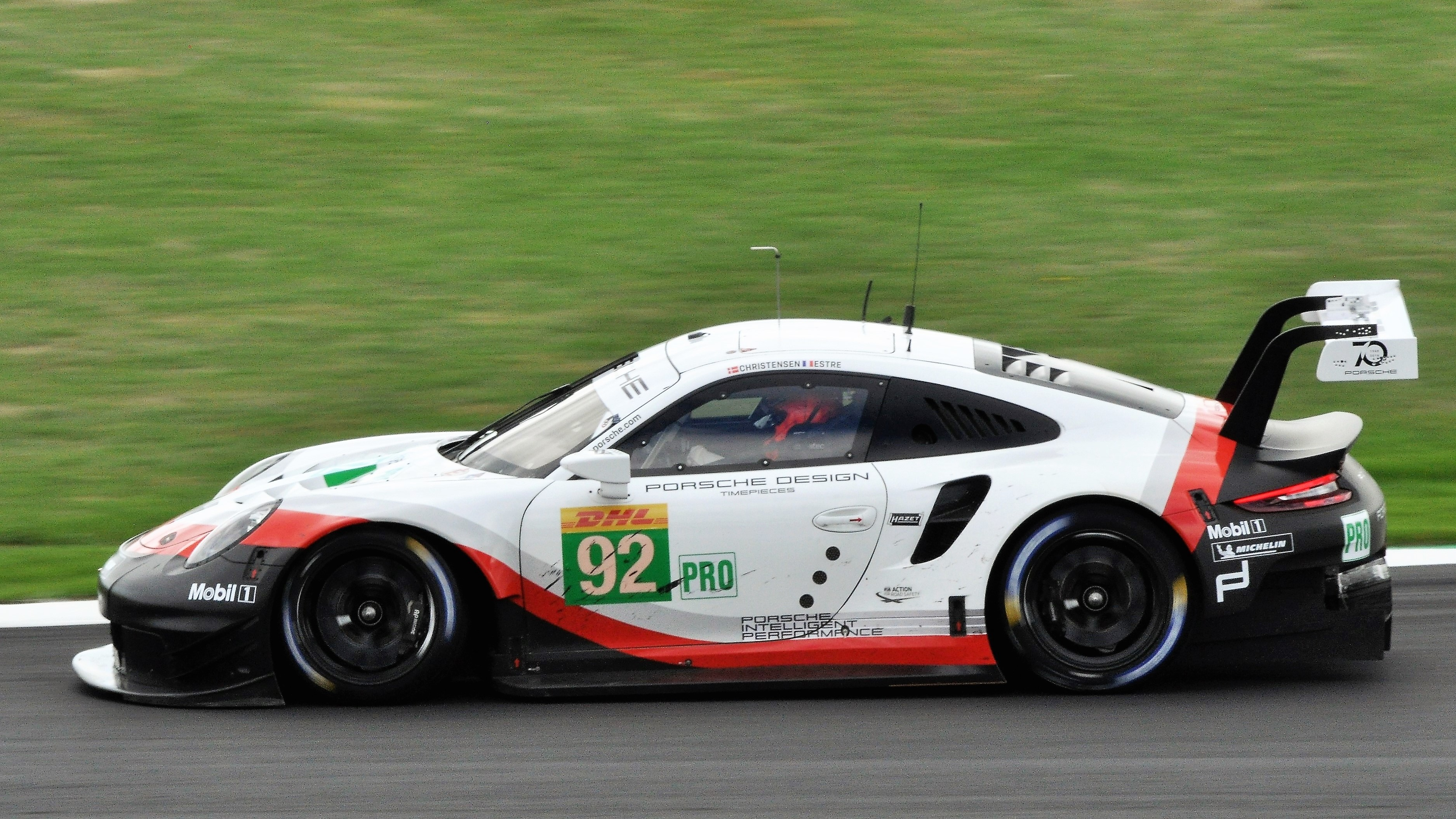
Kévin Estre op Silverstone in 2018.

In het seizoen 2018-2019 wonnen Estre en Christensen de 24 uur van Le Mans en de 6 uur van Fuji in de LMGTE Pro-klasse voor het Porsche GT Team; in Le Mans maakte Laurens Vanthoor ook deel uit van het team. Ook eindigde het duo in de 6 uur van Spa-Francorchamps 2018, de 6 uur van Silverstone, de 6 uur van Shanghai en de 6 uur van Spa-Francorchamps 2019 op het podium. Met 155 punten werden zij gekroond tot kampioen in de klasse. Daarnaast won Estre dat jaar met Christensen en Richard Lietz de 24 uur van Spa-Francorchamps.
In het seizoen 2019-2020 bleef Estre de teamgenoot van Christensen in het WEC. Het duo behaalde zeges in de 6 uur van Spa-Francorchamps en de 8 uur van Bahrein en stond daarnaast ook in de 4 uur van Silverstone, de 6 uur van Fuji, de 4 uur van Shanghai en de Lone Star Le Mans op het podium. Met 148 punten werden zij derde in de eindstand.
In 2021 kreeg Estre een nieuwe teamgenoot in Neel Jani, alhoewel Christensen wel aanbleef als de derde coureur in de races die langer dan zes uur duurden. Hij won de 6 uur van Spa-Francorchamps, de 6 uur van Monza en de 6 uur van Bahrein. Ook werden er podiumfinishes gehaald in de 8 uur van Portimão, de 24 uur van Le Mans en de 8 uur van Bahrein. Met 166 punten werd het duo achter James Calado en Alessandro Pier Guidi tweede in de eindstand. Daarnaast won Estre met Christensen en Matteo Cairoli de 24 uur van de Nürburgring.
In 2022 keerde Christensen terug als de vaste teamgenoot van Estre. Het duo won de 1000 mijl van Sebring en stond ook in de 6 uur van Spa-Francorchamps, de 6 uur van Fuji en de 8 uur van Bahrein op het podium. Met 132 punten werden zij, wederom achter Calado en Pier Guidi, opnieuw tweede in de eindstand.
In 2023 stapte Estre over naar de Hypercar-klasse van het WEC bij het nieuwe fabrieksteam van Porsche, genaamd Porsche Penske Motorsport. Hij vormde hier een trio met Laurens Vanthoor en André Lotterer. Zij behaalde podiumfinishes in de 6 uur van Portimão en de 6 uur van Fuji.